# ひるドキ!
『ひるドキ!』は、2018年4月6日から長崎文化放送で放送されている、長崎県向けのローカル情報番組である。

## 放送時間
- 金曜 11:25 - 11:45（2018年4月6日 - 2020年3月27日）
- 木曜 10:25 - 10:47（2020年4月2日 - 2021年3月25日、2021年10月7日 - ）
- 木曜 10:25 - 10:45（2021年4月1日 - 2021年9月30日）

## 出演者
- 上田幸代
- 前田真里（一時学業に専念するため降板した。）
- 山田奈央

### 過去の出演者
- 藤坂奈央 - 元NCCアナウンサー
- 芳野裕美
- 三井雄司